# Filharmónia
A Filharmónia múltja több mint 60 évre nyúlik vissza, Magyarország legrégibb, mindmáig egyik legjelentősebb  hangversenyszervező és fesztiválrendező szervezete. Működése során többször átnevezték és átszervezték.

## Alapítása
A Filharmónia a magán hangversenyrendező cégek felszámolása után, 1952-ben létrehozott állami vállalat volt. Az alapító kormányrendelet felhatalmazást adott az Országos Filharmóniának „egyes városokban helyi filharmóniák alakítására” is. Az első képviseletek Miskolcon és Szegeden lettek létrehozva (Szegeden Lippóy Gyula lett a vezetője). A Filharmónia megbízott pécsi vezetője 1952-től 1956-ig Antal György volt, a pécsi kirendeltséget 1956-ban létesítették, első vezetője Várnagy Viktor volt.
A Filharmónia az Állami Hangverseny- és Műsorigazgatóság irányításával működött. Kijelölt feladata a teljes hazai koncertélet szervezése az ifjúság iskolán kívüli zenei nevelése, a klasszikus zeneirodalom, valamint a magyar és kortárs szerzők műveinek magas szintű tolmácsolása illetve hazai és külföldi együttesek, szólisták, foglalkoztatása volt. Az 1950-es években üzemi, majd 1961-től ifjúsági koncertekkel igyekezett a közönség utánpótlását megteremteni.
A Filharmónia állományába vette a hangszeres szólistákat, akik így biztos megélhetéshez és rendszeres fellépési lehetőséghez jutottak. Ugyancsak a vállalat alkalmazottai voltak a Magyar Állami Hangversenyzenekar (ÁHZ, a mai Nemzeti Filharmonikus Zenekar jogelődje) és – 1978-tól – a Liszt Ferenc Kamarazenekar tagjai. A zenekar mellett 1985-től énekkar is működött.
A Filharmónia részben zenekarai ellátására, részben pedig az általa az egész országban rendezett hangversenyek kottaellátására megalapította a Kottatárat is. Mivel a kottatári állomány a hangversenyélethez igazodva bővült, így ez lett az ország egyetlen hangversenyéletre szakosodott kottatára.
A Filharmónia tevékenységi körébe tartozott a hivatásos előadóművészek számára történő engedélykiadás illetve bizonyítványkiállítás is. A Filharmónia által kiadott előadóművészi működési engedéllyel illetve előadóművészi végzettséget tanúsító bizonyítvánnyal rendelkező egyéni hivatásos művészek kedvezményes művésznyugdíjra jogosultak.
1998 januárjában az Állami Hangversenyzenekarból, az énekkarból és a kottatárból megalakult a Nemzeti Filharmonikus Zenekar, Énekkar és Kottatár. Az új szervezet lett a Nemzeti Filharmónia jogutódja, ezzel együtt megörökölte elődje hetvenmillió forintos adósságát is.

## Decentralizációk sora

### 1990
Az intézmény élére 1990. július 16-án kinevezett Bozay Attila Országos Filharmóniáról Nemzeti Filharmóniára nevezte át a szervezetet. A névváltással részben a megújulást, egy új korszak kezdetét akarta hangsúlyozni, részben pedig a nemzeti zenei értékek védelmére kívánta a hangsúlyt helyezni.
Az új vezető elsődleges célja az intézmény decentralizálása és demokratizálása volt, de nem olyan módon, hogy független vidéki filharmóniák legyenek. Technikailag nem tartotta kivitelezhetőnek több kisebb vidéki filharmónia létrehozását, mert a szakképzett és bizonyított budapesti szerkesztők, rendezők helyett új vidéki kollégákat felkutatni eleve reménytelennek ítélte.

### 1998
A korábbi Filharmónia koncert- és fesztiválszervező tevékenységét 1998-ban a Művelődési és Közoktatási Minisztérium a kulturális élet decentralizációja jegyében területi alapon három önálló közhasznú társaságra bontotta:
- Filharmónia Budapest és Felső-Dunántúl – Vezetője Igric György[13] karnagy (négy alkalommal Artisjus-díj (1999,[14] 2006,[15] 2009,[16] 2011[17]), 2008-ban Magyar Köztársasági Ezüst Érdemkereszt,[18] 2008-ban A Francia Köztársaság Művészeti és Irodalmi Rendje tiszti fokozat,[19] 2010-ben Bánffy Miklós-díj[20]).
- Filharmónia Dél-Dunántúl – Vezetője az irodaalapító Várnagy Viktor fia Várnagy Attila[5] fagottművész, zenetanár (1973-ban SZOT-díj, 2010-ben Magyar Ezüst Érdemkereszt,[21] 2010-ben Pro Civitate díj[22]), később Szamosi Szabolcs[23] orgonaművész, a Pécsi bazilika korábbi orgonistája.
- Filharmónia Kelet-Magyarország – Vezetője Gonda Ferenc (2009-ben Wlassics Gyula-díj, 2011-ben Pro Urbe Miskolc), majd 2010-től Fehér János, a Miskolci Szimfonikus Zenekar brácsaművésze (2015-ben Magyar Ezüst Érdemkereszt[24] polgári tagozat).[25]

Az 1952 óta számos átnevezésen és átszervezésen átesett Országos Filharmónia jogutódja az 1998 januárjában megalakult Nemzeti Filharmonikus Zenekar, Énekkar és Kottatár lett.

### 2013
A három területi Filharmónia 2013. júniusától újra összevonásra került, az intézmény neve Filharmónia Magyarország Koncert- és Rendezvényszervező Nonprofit Kft. (alapítópapírjaiban nyelvtanilag hibásan Filharmónia Magyarország Koncert és Rendezvényszervező Nonprofit Kft.) lett. Az új cég vezetésével a Filharmónia Dél-Dunántúl korábbi ügyvezetőjét, Szamosi Szabolcsot bízták meg.
A decentralizáció szellemében az összevont szervezet központja Pécsre került, a Zsolnay Kulturális Negyedbe. A korábbi területi irodák regionális irodaként működnek tovább.

## Szakma és politika
A Filharmóniát alapítása óta felfokozott politikai érdeklődés veszi körül.
A második világháborút követően a zenei élet hivatalos kereteit az 1949-ben létrehozott Magyar Zeneművészek Szövetsége szabta meg. Az államosítás idején a magán hangversenyrendező cégek felszámolása kapcsán a Vallás- és közoktatásügyi miniszter 1949. július 1-i 296/40 számú rendeletével megalapította a Muzsika Hangversenyrendező Nemzeti Vállalatot, melynek utódjaként – szintén állami vállalatként – jött létre három évvel később a Filharmónia intézménye.
1952-ben "a hangversenyrendezés állami szervezetének kialakítása" részeként mint “központi irányító szerv” szovjet mintára rendelte el a népművelési miniszter az 1002/1952. (I.19.) MT határozattal az Országos Filharmónia létesítését.
A rendszerváltás idején 1990-ben az Antall-kormány már a beiktatását követő száz napos programja 8. hetén (július 11–17.) leváltotta a korábbi igazgatót, Rátki Andrást, és helyette Bozay Attilát nevezte ki.
A különböző rendszerek közös jellemzője volt, hogy a kulturális szervező cégek politikai játszóterei voltak a hatalomnak. Még az 1998-as decentralizációt követően sem volt példa nélküli, hogy a Művelődési és Közoktatási Minisztérium közvetlenül is beleszóljon az újonnan létrejött közhasznú társaságok szakmai, szervezési tevékenységébe.
A Filharmónia történelmében a vezetők kinevezése rendszeresen politikai viharokat kavart, a kinevezett vezetők alkalmasságát, politikai függetlenségét gyakran megkérdőjelezték.
A szervezetet mai napig[mikor?] állami kézben tartották, tulajdonosi jogait a kormány az Emberi Erőforrások Minisztériumán keresztül gyakorolja.